# Lycogalopsis solmsii
Lycogalopsis solmsii är en svampart som beskrevs av E. Fisch. 1886. Lycogalopsis solmsii ingår i släktet Lycogalopsis och familjen Agaricaceae.   Inga underarter finns listade i Catalogue of Life.